# Carlo Nasalli Rocca di Corneliano
Carlo Nasalli Rocca di Corneliano (Piacenza, 4 febbraio 1902 – Roma, 30 aprile 1994) è stato un generale italiano, comandante del Corpo militare dell'ACISMOM dal 1944 al 1980.

## Biografia
Figlio del conte Camillo Nasalli Rocca di Corneliano e di sua moglie, Caterina Taffini d'Acceglio, Carlo era fratello del futuro cardinale Mario Nasalli Rocca di Corneliano, nonché nipote del cardinale Giovanni Battista Nasalli Rocca di Corneliano.
Compiuti gli studi a Piacenza, decise di intraprendere la carriera militare. Fu membro del Sovrano Militare Ordine di Malta e prese parte alla Seconda guerra mondiale. Durante l'occupazione tedesca trasformò un ospedale dell'Ordine in un centro di assistenza ai partigiani guadagnandosi una Medaglia d'argento al Valor Militare.
Nel 1944 fu nominato comandante del Corpo militare dell'ACISMOM, succedendo al marchese Giuseppe Trionfi e rimanendo in carica per quasi quarant'anni.
Sposò la nobildonna Flavia Domitilla Chigi Albani della Rovere nel 1944 a Roma, dalla quale ebbe i seguenti eredi:
- Camillo (1945-), sposò Nicoletta Barbasetti di Prun
- Saverio (1947-), sposò Alessandra Spalletti Trivelli
- Maria Ludovica (1948-), sposò Carlo Selvaggi
- Caterina (1951-), sposò Francesco Tuccimei

La sorella maggiore Chiara e la sorella minore Mary vennero entrambe decorate della Croce di Guerra al Valor Militare per il ruolo da loro svolto nella guerra di liberazione.